# Emil Schinagel
Emil Schinagel (ur. 1899 w Drohojowie, zm. 1943 we Lwowie) – polski malarz, lekarz.
Studiował medycynę na Wydziale Lekarskim Uniwersytetu Jagiellońskiego, po jej ukończeniu rozpoczął studia na krakowskiej Akademii Sztuk Pięknych w pracowni Teodora Axentowicza. Należał do Legionów Polskich, ale nie zachowały się informacje o tym okresie życia artysty. Studia artystyczne kontynuował na Akademii w Brukseli, po ich ukończeniu podróżował po Europie. W tym okresie dłużej przebywał Paryżu, a następnie w Antwerpii, gdzie w 1930 miała miejsce indywidualna wystawa jego twórczości. Cztery lata później w Instytucie Propagandy Sztuki w Warszawie Emil Schinagel wystawił liczną kolekcję akwareli i gwaszy. Współuczestniczył w powstaniu grupy artystycznej Zwornik, z którą wystawiał swoje prace. Należał do Zrzeszenia Żydowskich Artystów Malarzy i Rzeźbiarzy, zajmował się malarstwem ściennym, ilustrował książki i był autorem felietonów o sztuce. Zginął w 1943 w lwowskim getcie.